# Christian Poveda
Christian Poveda (Algeri, 12 gennaio 1955 – Tonacatepeque, 2 settembre 2009) è stato un fotografo e giornalista spagnolo naturalizzato francese.

## Biografia
Nato in Algeria da genitori spagnoli, emigrò in Francia nel 1961 con la sua famiglia. Venne assassinato in El Salvador durante una visita in quel Paese , nel quale aveva girato in precedenza il film La vida loca, un documentario sulla vita delle bande locali come la Mara 18.